# علي اللواتي

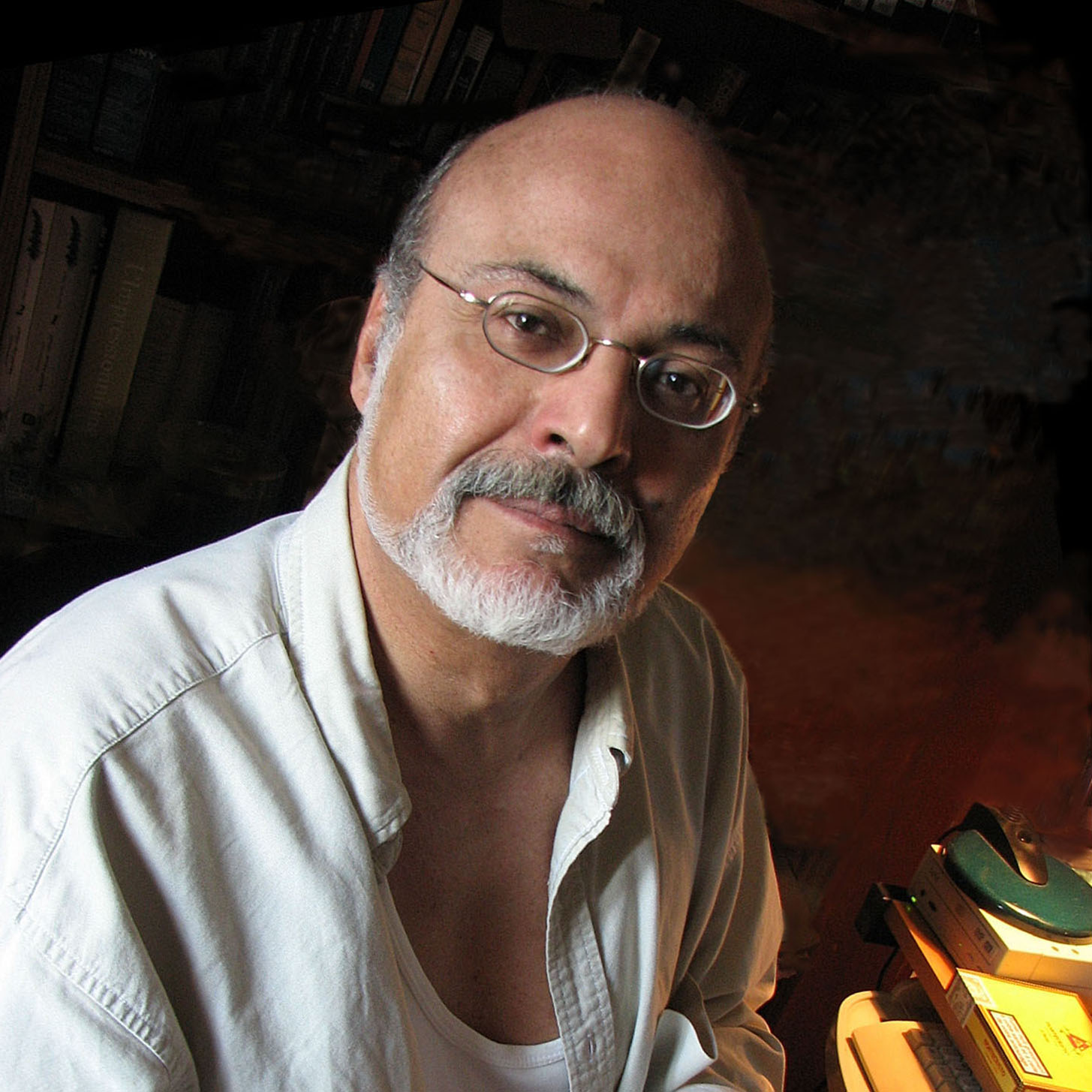
علي اللواتي

علي اللواتي هو كاتب سيناريو و شاعر تونسي ولد سنة 1947 ، متحصّل على الإجازة في الحقوق . عمل في عدّة مجالات مثل الصحافة و النّقد التّشكيلي و الموسيقي و أقام عدّة معارض كما شغل ، بين سنتي 1974 و 1990 ، خطة رئيس دائرة الفنون بوزارة الثقافة (تونس) بالإضافة إلى إدارة متحف الفن الحديث بتونس .

## أعماله

### المؤلّفات

#### النثر
- هرقل، نشر "مقابلة" في سوسة، 2001، عرض في شكل رومانسي للتقاليد المختلفة حول بطل المنهجية اليونانية.
- بستاني الخامسة عشر مساءا، نشر "مقابلة" في سوسة، 2004، ترجمة سمير مخلوف من ديوان "بستاني الخامسة عشر مساءا"، نشر "الإحساس والتونكا " بباريس، 2000.

#### الدّواوين الشعرية
- أخبار البئر المعطلة، نشر الدار التونسية للنشر بتونس، 1985.
- آنا باز وقصائد أخرى (قصائد سان جون بيرس) (مترجمة).
- الماجل والمياه، نشر الدار التونسية للنشر بتونس، 1993.
- جمالية الرسم الإسلامي
- الرسام علي بن سالم
- التجريد في الرسم التونسي
- رؤى الرسم السريالي
- الرسم الأوروبي بتونس
- الرسام بن زاكور
- تخطيطات من منير شعراني
- آنا باز (قصائد مترجمة)

### الأشرطة التّلفزية
- إعترافات المطر الأخير

### المسلسلات
- الخطاب على الباب (مسلسل) (مسلسل) بجزئيه الأول و الثاني، من إخراج صلاح الدين الصيد، 1996-1997.
- عشقة و حكايات من إخراج صلاح الدين الصيد، 1998.
- منامة عروسية (مسلسل) من إخراج صلاح الدين الصيد، 2000.
- قمرة سيدي المحروس (مسلسل) من إخراج صلاح الدين الصيد، .2002
- حسابات وعقابات (مسلسل) من إخراج الحبيب المسلماني، 2004.
- عودة المنيار (مسلسل) من إخراج الحبيب المسلماني، 2005.
- كمنجة سلامة (مسلسل) من إخراج حمادي عرافة، 2007.
- عاشق السراب  (مسلسل)، من إخراج الحبيب المسلماني، 2009.
- الأستاذة ملاك (مسلسل) من إخراج فرج سلامة، 2011.

### المسرحيات
- المتشعبطون، 2005.
- لأجل بياتريس، نشر "مقابلة" بسوسة،2007 (مسرحية).
- سواق العشق، نشر "مقابلة" بسوسة،2009 (دراما باللهجة العامية).

### الفنون التشكيلية

#### دراسات
- علي بن سالم، نشر الدار التونسية للنشر بتونس، 1986.
- هادي السلمي، نشر دار سيسريس بتونس، 1994.
- البارون رودولف ديلارنجي وقصره النجمة الزهراء بسيدي بوسعيد، نشر دار سيمباكت للنشر بتونس، 1995.
- أحمد الحجري، نشر دار الفنون بتونس، 1997.

#### أعمال عامة
- الفنون التشكيلية في تونس، نشر المنظمة العربية للتربية والثقافة والعلوم بتونس، 1996.
- مغامرة الفن الحديث بتونس، توزيع دار سيمباكت للنشر بتونس، 1999.

## روابط خارجية
- علي اللواتي على موقع IMDb (الإنجليزية)